# REAL VOX
REAL VOX（リアルボックス）は日本の男女混合ボーカルグループ。 
2018年結成、「走れ!Victory」をリリース。グループ名の由来は「真実の声」を意味する。愛称/略称は「リアボ」。

## メンバー
- チャーリー （ボーカル・ギター）
- KAZOO（ボーカル・ギター）
- Tomorrow（メインボーカル）
- Reo（ボーカル・ピアノ・作詞・作曲）

## 来歴
メンバーは元々休日にカラオケを楽しむ友人同士であったが、ReoからMINATOシティハーフマラソンの公式テーマソングをタイアップとして歌手デビューする事がメンバーに発表された。このような展開になるとは全く思いもよらず、心の整理が付かぬままリリース日を迎えた為、結成した当初は容姿をあまり出さないスタイルであったが、メディア露出が増えた事によりヴィジュアルを解禁。その名残でサングラスをしているメンバーもいる。チャーリーとKAZOOは同級生で同じ高校。社会人になってから同窓会で再会。2人の名前は略されチャリカズと呼ばれる。歌手志望ではなかった為、長年に渡り音楽とは全く関係の無い職業に従事している。作詞・作曲はReo、編曲は水島康貴。

## 活動
毎年 REAL VOXスペシャルコンサートを開催の他、2023年3月、国立競技場にてオリンピック関連イベント「MINATO×東京2020レガシーイベント」に出演しオリジナル曲を披露。2019年東京都港区観光大使に就任。

## キッズの育成
コンセプトは「子供達にも経験と感動を」。キッズのステージング・パフォーマンス指導等をメンバーが行う。小学生から高校生までが所属しており 名称はP☆STARS（ピースターズ）。主にメンバーのバックダンサーやコーラスとしてステージ経験を重ねている。

## ディスコグラフィ
| 起用年 | 曲名              | 備考                                       |
| ------ | ----------------- | ------------------------------------------ |
| 2018年 | 走れ！Victory     | MINATOシティハーフマラソン公式テーマソング |
| 2018年 | Happy Smile Again | MINATOシティハーフマラソン公式テーマソング |
| 2021年 | きらきらりん      | 盆踊りソング                               |
| 2023年 | HAPPiNeSS         |                                            |
| 2023年 | Be Alive          |                                            |